# Zandé (langue)
Pour les articles homonymes, voir Zandé.
Le zandé, ou pazande, est une langue nigéro-congolaise de la branche des langues zandées, parlée par les Zandés en Centrafrique, au Congo-Kinshasa et au Soudan du Sud.

## Écriture
Des règles d’orthographe zande ont été établies lors de la Rejaf Language Conference de 1928 suivant les principes de l’Institut africain international.
| a | b | d | e | f | g | i | k | m | n | o | ö | p | s | t | u | v | w | y | z |

Les voyelles nasalisés sont indiqués à l’aide du tilde : ‹ ã ẽ ĩ õ ũ ›.
Les consonnes à double articulation sont représentées par des digrammes : ‹ gb kp mv nv ny ›.
En 1959, Archibald Norman Tucker publie un alphabet zandé proposé durant la Conférence de Bangenzi de 1941.
| a | ä | b | d | e | f | g | h | i | i̧ | k | m | n | o | p | r | s | t | u | u̧ | v | w | y | z | ’ |

Les sons nasalisées sont indiqués à l’aide du tilde : ‹ ã ẽ ĩ ĩ̧ õ ũ ũ̧ r̃ ›.
Les consonnes à double articulation ou prénasalisées sont représentées par des digrammes ou trigrammes : ‹ kp gb ny mb nv nd nz ng ngb mgb ›
La Société internationale de linguistique publie un alphabet zandé en 2014.
| a | ə | b | d | e | f | g | gb | h | i | ɨ | k | kp | l | m | mb | n | nd | ngb | nv | ny | nz | o | p | s | t | u | ʉ | v | w | y | z |